# Jack Kilpatrick
Pour les articles homonymes, voir Kilpatrick.
Ne doit pas être confondu avec John Kilpatrick.
Temple de la renommée britannique : 1993
John « Jack » Kilpatrick (né le 7 juillet 1917 à Bootle, mort le 18 décembre 1989 à Nelson (Colombie-Britannique)) est un joueur britannique de hockey sur glace.

## Carrière
Son père, ouvrier agricole d'origine mancunienne, et sa mère, originaire de la région de Liverpool, quittent le Lake District pour Prince Albert quand il a trois ans. Il apprend à jouer au hockey sur glace au Canada, au sein des Prince Albert St Marks. Kilpatrick est repéré par Ronald « Scotty » Milne qui le ramène en Angleterre. Il joue au cours des saisons 1935–1936 et 1936–1937 de l'English National League pour les Lions de Wembley qui les remporte. Septième attaquant de l'équipe, pratiquant la mise en échec, il a un temps de jeu limité : au cours de ces deux saisons, il marque 5 buts et 3 passes pour 8 points avec 4 minutes de pénalité.
À seulement 18 ans, Kilpatrick est sélectionné pour jouer dans l'équipe de Grande-Bretagne aux Jeux olympiques d'hiver de 1936 à Garmisch-Partenkirchen. Il ne joue que dans le match d'ouverture de la Grande-Bretagne contre la Suède, l'équipe britannique l'emporté 1-0. La Grande-Bretagne est championne olympique ; Kilpatrick devient le plus jeune champion olympique d'hiver de Grande-Bretagne.
Il revient au Canada à l'été 1937 et s'engage avec les Nelson Maple Leafs, équipe de West Kootenay League, pendant quatre saisons où il marque 55 buts. Il joue ensuite la saison 1941-1942 dans l'équipe de Victoria en Pacific Coast Conference. Les Blackhawks de Chicago négocient pour son transfert pour la saison 1942-1943, mais l'offre est jugé insatisfaisante. Après son service militaire pendant la Seconde Guerre mondiale de 1944 jusqu'à la fin, il revient chez les Nelson Maple Leafs pendant sept saisons jusqu'en 1952. Une blessure à la hanche met fin à sa carrière de joueur.
Il travaille ensuite dans l'industrie des communications.